# 블록게이지

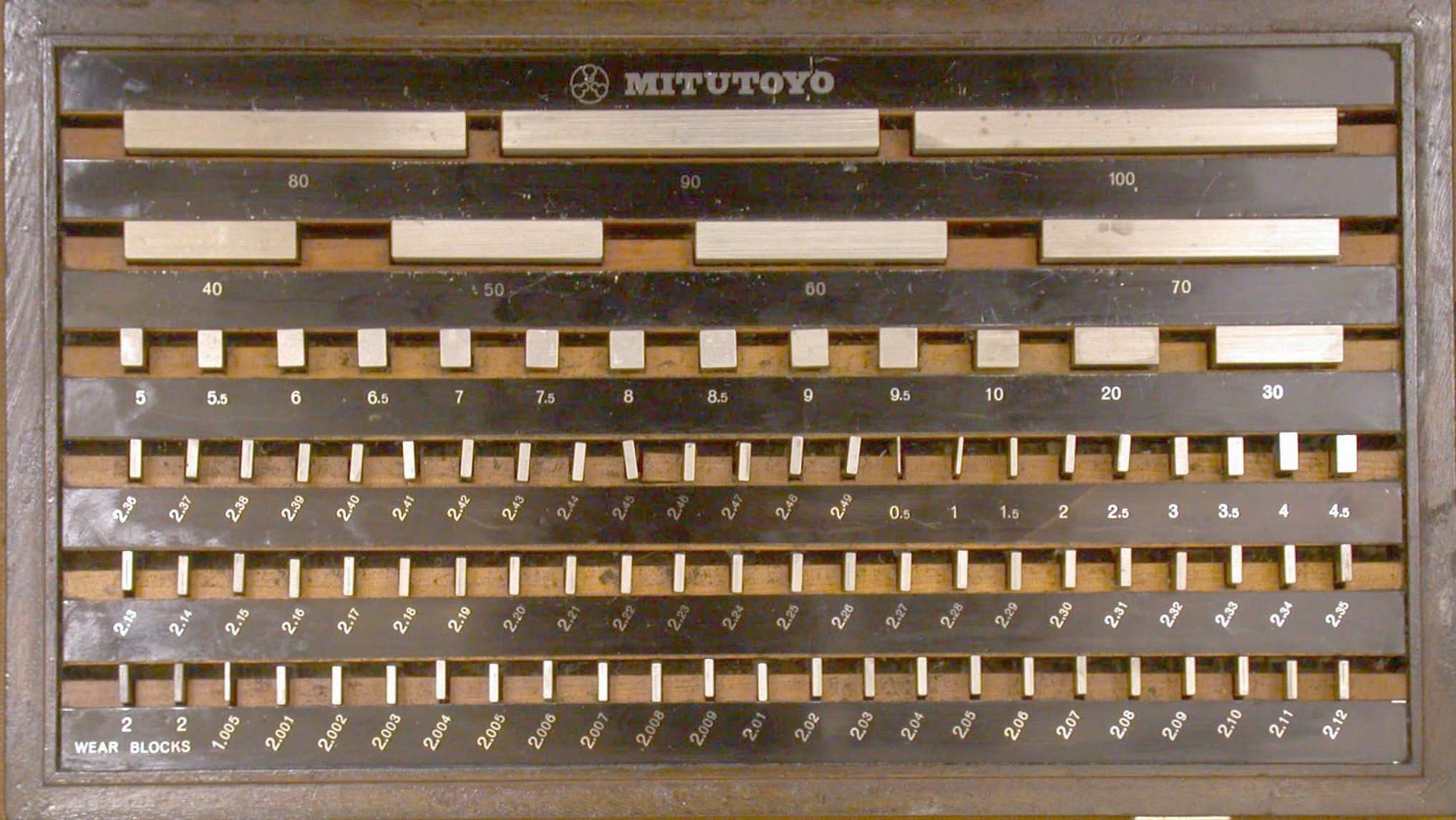

블록게이지는 공장 등에서 길이의 측정에 쓰이며 눈금이 없는 자라고도 할 수 있다. 보통은 강철제로 되어 있다.
A, B의 두 단면(端面)은 평행이며 거울처럼 잘 닦여져 있다. 그 두 단면 사이의 거리가 다른 몇 개의 블록게이지가 한 세트가 되어 있어서, 그것을 적당히 짝지어 밀착시키면 어떤 길이의 자를 만들 수 있다.
각 블록게이지의 단면 사이의 길이의 합계로써, 길이가 정밀하게 측정된다. 이 블록게이지의 정밀도는 0.001μ 정도인데, 광선의 파장과 비교 측정하여도 그 정확성이 입증된다. 정밀공업에 없어서는 안 될 측정기구이다.